# Maria Canins
Maria Canins (La Villa, 4 juni 1949) is een voormalig professioneel wielrenster en langlaufster uit Italië. Als wielrenster vertegenwoordigde ze haar vaderland tweemaal bij de Olympische Spelen: in 1984 en 1988. 
Voordat Canins begon aan haar wielercarrière was ze een gelouterde langlaufster, die vijftien nationale titels won in die winterdisciplone. Ze was bovendien de eerste Italiaanse die de beroemde Vasaloppet skimarathon (90 kilometer) in Zweden op haar naam wist te schrijven. Op 32-jarige leeftijd stapte Canins over naar de wielersport, en verwierf ze al snel de bijnaam van de "Vliegende Huisvrouw". In de jaren tachtig won ze in totaal vier WK-medailles op het onderdeel wegwedstrijd (twee zilveren, twee bronzen) en twee in de ploegentijdrit (één gouden medaille, 1988). 
Canins won La Grande Boucle twee keer (1985-1986), en was runner-up achter de Française Jeannie Longo bij de drie daaropvolgende edities. Ze won daarnaast de eerste editie van de Giro Donne, en tien Italiaanse titels op de weg, zowel op de weg als op de individuele tijdrit.

## Erelijst
1982
- 1e in  Italiaanse kampioenschappen, wegwedstrijd, Elite
- 2e in Wereldkampioenschappen, wegwedstrijd, Elite

1983
- 3e in Wereldkampioenschappen, wegwedstrijd, Elite

1984
- 1e in Trofeo Alfredo Binda-Comune di Cittiglio
- 1e in  Italiaanse kampioenschappen, wegwedstrijd, Elite
- 2e in Eindklassement Postgiro
- 5e in Olympische Spelen, wegwedstrijd, Elite
- 1e in Eindklassement Coors International Bicycle Classic

1985
- 1e in Trofeo Alfredo Binda-Comune di Cittiglio
- 1e in  Italiaanse kampioenschappen, wegwedstrijd, Elite
- 2e in Wereldkampioenschappen, wegwedstrijd, Elite
- 1e in 5e etappe Postgiro
- 1e in Eindklassement Postgiro
- 1e in 4e etappe Grande Boucle Féminine Internationale
- 1e in 8e etappe Grande Boucle Féminine Internationale
- 1e in 9e etappe Grande Boucle Féminine Internationale
- 1e in 11e etappe Grande Boucle Féminine Internationale
- 2e in 12e etappe Grande Boucle Féminine Internationale
- 1e in 14e etappe Grande Boucle Féminine Internationale
- 1e in Eindklassement Grande Boucle Féminine Internationale

1986
- 1e in Eindklassement Grande Boucle Féminine Internationale
- 1e in 5e etappe Postgiro
- 1e in 6e etappe Postgiro
- 1e in Eindklassement Postgiro

1987
- 1e in  Italiaanse kampioenschappen, wegwedstrijd, Elite
- 2e in Eindklassement Grande Boucle Féminine Internationale
- 1e in Eindklassement Tour de l'Aude Cycliste Féminin

1988
- 1e in Eindklassement Giro d'Italia Donne
- 1e in GP de France
- 1e in  Italiaanse kampioenschappen, wegwedstrijd, Elite
- 1e in  Wereldkampioenschappen, 50 km ploegentijdrit, Elite

met Monica Bandini, Roberta Bonanomi en Francesca Galli
- 2e in Eindklassement Tour de l'Aude Cycliste Féminin
- 2e in Eindklassement Grande Boucle Féminine Internationale
- 32e in Olympische Spelen, wegwedstrijd, Elite

1989
- 1e in GP de France
- 1e in  Italiaanse kampioenschappen, wegwedstrijd, Elite
- 2e in Wereldkampioenschappen, 50 km ploegentijdrit, Elite
- 3e in Wereldkampioenschappen, wegwedstrijd, Elite
- 2e in Eindklassement Grande Boucle Féminine Internationale

1990
- 1e in Trofeo Alfredo Binda-Comune di Cittiglio
- 2e in Eindklassement Giro d'Italia Donne
- 1e in 1e etappe Tour de la Drome
- 2e in 2e etappe Tour de la Drome
- 1e in 4e etappe Tour de la Drome
- 1e in Eindklassement Tour de la Drome

1992
- 1e in Trofeo Alfredo Binda-Comune di Cittiglio

1995
- 3e in Italiaanse kampioenschappen, individuele tijdrit, Elite